# Зворотне поширення структурою
Зворо́тне поши́рення структу́рою (ЗПС, англ. Backpropagation Through Structure, BPTS) — це методика на основі градієнту для тренування рекурсивних нейронних мереж (надмножини рекурентних нейронних мереж), докладно описана в праці 1996 року, написаній Крістофом Ґьолером та Андреасом Кюхлером.